# کویاوه (استان ماسوویان)
کویاوه (به لهستانی:  Kujawy) یک روستا در لهستان است که در گمینا میاستکوف کوشچیلنه واقع شده‌است.